# 真﨑傑
真﨑 傑（まさき すぐる、1999年11月11日 - ） は、日本の俳優。大阪府出身。現在は、フリー。エンターテイメントボーイズユニットEMBLEMの元メンバーで担当カラーは、オレンジだった。

## 人物
- 身長は、174cm。靴のサイズは、24.5cm。
- 人見知りである。
- あだ名は、まさき、まさきくん、すぐるん、すぐるくん、すぐるぬ、すぐるっぺなど。
- 好きなサンリオキャラクターは、シナモロール。
- 好きな戦隊は、魔法戦隊マジレンジャー。好きなライダーは、仮面ライダーWである。
- 好きな寿司ネタは、サーモン。

## 主な出演

### 映画
- 映画『N号棟』(2022年4月29日公開) - 住人 役

### テレビドラマ
- 『TOKYO MER〜走る緊急救命室〜 最終話』（2021年9月12日、TBS）- 患者 役
- 『ホスト相続しちゃいました』（2023年4月18日 - 7月4日、関西テレビ・フジテレビ） - 藤原元成 役

### 舞台
- 舞台『さくらば ～消えゆく友、虚な記憶～』(2021年5月5日～5月10日・サンモールスタジオ) - 沖田林太郎 役
  - 緊急事態宣言のため、無観客なおかつ配信に変更。(配信は、～同年5月8日まで。)[1]
- 舞台『俺たち、ヤンキー王!?～本能寺の変!?～』(2021年7月14日～7月24日・R'sアートコート) - 兵衛 役(Bキャスト)
  - 新型コロナウイルスの影響により、同年7月19日以降の全公演が中止となった。[2]
- 『DANPRI STAGE-アイドルランド・オブ・ザ・デッド-』(2022年3月3日～3月6日・ヒューリックホール東京) - アンサンブル
- 『青山オペレッタ THE STAGE ～ファルチェ・インヴェルソ／逆さの三日月～』(2022年5月4日～5月8日・渋谷さくらホール) - アンサンブル
- 『舞台 青少年アシベ』(2022年7月13日～7月17日・大手町三井ホール) - 小池藍斗 役
- 『下山～親鸞の覚悟～』(2022年8月17日～8月21日・中目黒キンケロシアター) - 落武者 役
- 『新国立劇場　開場25周年記念公演

モデスト・ムソルグスキー
ボリス・ゴドゥノフ』(2022年11月15日～11月26日・新国立劇場オペラパレス) - 助演として一部出演